# 大阪市立長吉西中学校
大阪市立長吉西中学校（おおさかしりつ ながよしにしちゅうがっこう）は、大阪府大阪市平野区にある公立中学校。

## 概要
地域の生徒数の増加により、1969年に大阪市立長吉中学校から分離開校した。創立記念日は10月24日。校訓は「自主・協調・勤勉・健康」。

## 沿革
- 1968年10月24日 校舎建設工事に着工。この日を創立記念日とする。
- 1969年4月1日 開校。
- 1970年2月15日 体育館完成。
- 1971年2月26日 プール完成。

## 通学区域
- 大阪市立長吉小学校、大阪市立長吉出戸小学校、大阪市立川辺小学校の通学区域。

## 交通
- 地下鉄谷町線 長原駅 西へ約800m
- 大阪シティバス 長原南口バス停 西へ約100m

## 著名な出身者
- 矢野雅哉 - プロ野球選手
- 中田廉 - プロ野球選手
- 橋本皓-ラグビー選手
- 大塚優也-ラグビー選手
- 長谷銀次朗-ラグビー選手
- 西野七瀬 - 女優
- 藤井流星
- 藤井萩花
- 藤井夏恋